# Dolasetron
Dolasetron ist ein 5-HT3-Antagonist zur Behandlung von Übelkeit und Erbrechen in der Chemotherapie und bei PONV. Dolasetron wird in einer Dosierung von 50 bis 200 Milligramm verabreicht. Die Halbwertszeit beträgt 7 bis 9 Stunden. Der Abbau erfolgt über das Enzym Cytochrom P450 2D6.
Auch in der Tiermedizin wird es  gegen Erbrechen angewendet.

## Nebenwirkungen
Seine häufigsten Nebenwirkungen sind: schwere allergische Reaktionen, schnelle oder pochende Herzschläge, Ohnmachtsgefühl bzw.  Ohnmacht, langsame Herzschläge, schwacher Puls, langsame Atmung, Schmerzen in der Brust, Verlängerung des QT/QTc-Intervalls, Schmerzen im Arm oder Bein, Übelkeit, Schwitzen, allgemeine Verstimmung, Kopfschmerzen, Müdigkeit. Zudem kann es zum Anstieg der Leberenzyme kommen.

## Handelsnamen
Dolasetron kam 1997 unter dem Handelsnamen Anemet auf den deutschen Markt. Die Zulassungen wurden 2011 vom Hersteller für alle Darreichungsformen aufgegeben, nachdem bei der intravenösen Anwendung Herzrhythmusstörungen als Nebenwirkung aufgetreten waren.